# Die Reisschlacht
Die Reisschlacht (frz.: La Bataille du riz) ist ein Album der Comicserie Lucky Luke. Es wurde von Morris gezeichnet und von René Goscinny getextet.
Der Band ist eine Sammlung von Kurzgeschichten, die 1968 und 1969 in der Taschenbuch-Reihe Super Pocket Pilote erstmals erschienen. Die Geschichten wurden für das Album vergrößert abgebildet.

## Inhalt
- Aller Anfang ist schwer: Ein junges Greenhorn möchte ein berühmter Desperado werden, als er sich mit Lucky Luke anlegen will, wird er mit einem Fußtritt aus dem Saloon befördert.
- Aus Liebe zur Musik: Lucky Luke und Jolly Jumper helfen einem Saloon-Besitzer, sein langerwartetes mechanisches Klavier heil in seine Stadt zu befördern.
- Spaziergang durch die Stadt: Lucky Luke prügelt sich mit einem Viehdieb und besucht auf diese Weise zahlreiche Institutionen der Stadt. Schließlich kann der Viehdieb im Gefängnis abgeliefert werden.
- Die Reisschlacht: Im Städtchen Nothing Gulch bekriegen sich zwei chinesische Restaurantbesitzer um die Vorherrschaft. Als sich schließlich der ganze Ort in Aufruhr befindet, beschließen die beiden Chinesen, gemeinsam ein Restaurant zu betreiben. Jedoch erscheint nun ein neuer Konkurrent: Ein Japaner.

## Veröffentlichung
Die Geschichten wurden erstmals 1968 und 1969 in Super Pocket Pilote, der Taschenbuchreihe der Zeitschrift Pilote, veröffentlicht. 1972 gab es ein kostenloses Album für Kunden der Total-Tankstellenkette.
In Deutschland erschienen die Geschichten 1973 in der Taschenbuchreihe Zack Parade, 1983 im kleinformatigen 16/22-Sammelband Nichts geht ohne Lucky Luke bei Carlsen, sowie 2005 als großformatiges Album bei Egmont Ehapa Media als Band 78.
Die Geschichte Die Reisschlacht wurde 1991 für die Lucky Luke-Zeichentrickserie verfilmt.